# Pargny-Filain
Pargny-Filain korábbi község Franciaországban, Aisne megyében. Lakosainak száma 250 fő (2022. január 1.). Pargny-Filain Aizy-Jouy, Chavignon, Filain, Monampteuil és Urcel községekkel határos.
2025. január 1-jén Filain korábbi községgel egyesült és az így létrejött Pargny-et-Filain új község része lett.

## Népesség
A település népességének változása:
| Lakosok száma | 133  | 191  | 195  | 229  | 247  | 250  | 259  | 261  | 262  | 250  |
|               | 1968 | 1982 | 1990 | 2006 | 2013 | 2015 | 2017 | 2019 | 2020 | 2022 |